# آرمان‌شهر

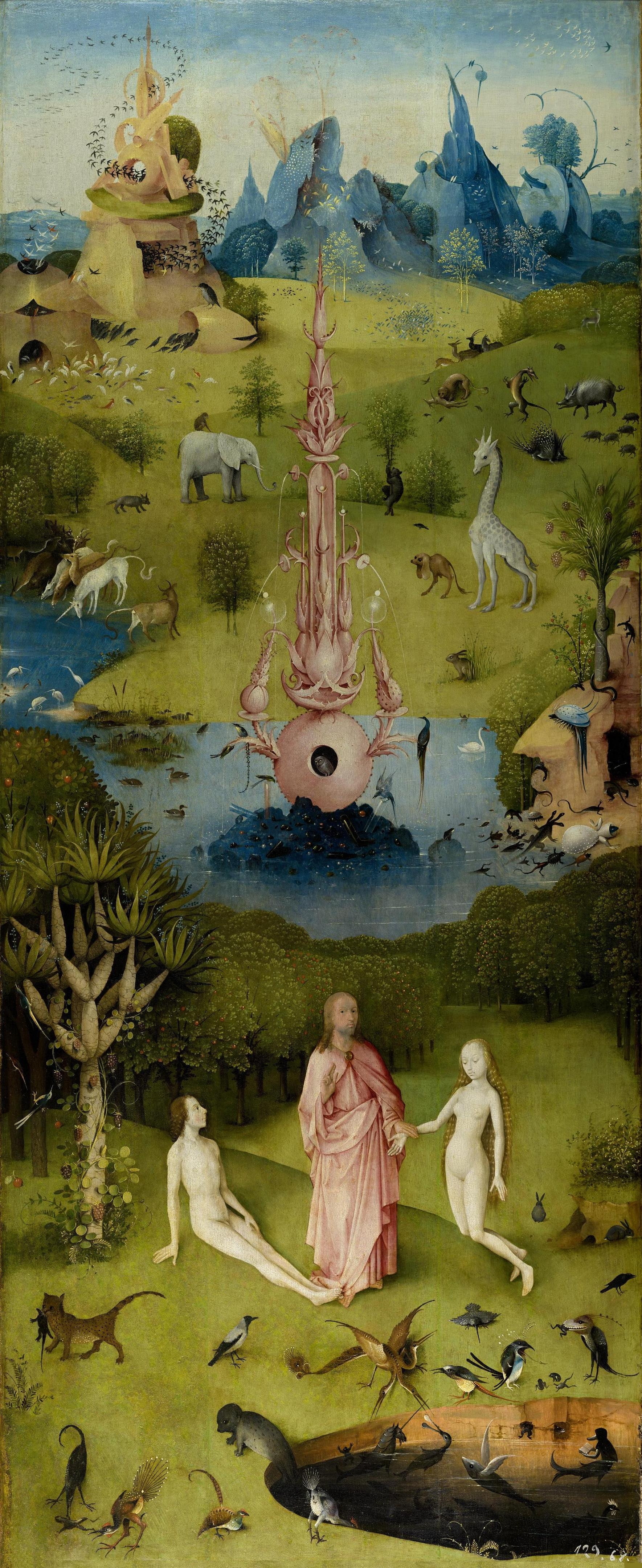
باغ عدن اثر هیرونیموس بوش

آرمان‌شهر یا یوتوپیا (به انگلیسی: Utopia) برای نخستین بار توسط تامس مور در سال ۱۵۱۸ در کتابی به همان عنوان برای توصیف یک نظام سیاسی بی‌عیب و نقص از این واژه به کار گرفته شد، اما به‌تدریج دامنه کاربرد اصطلاح آرمان‌شهر از مباحث سیاسی اجتماعی فراتر رفت.
پیش‌تر مفهوم‌های مشابهی از این واژه در آرای فلاسفه یونان باستان (افلاطون و ارسطو) عرضه شده و در فلسفهٔ اسلامی از آن به عنوان «مدینهٔ فاضله» یاد شده است.
آرمان‌شهرخواهی (به انگلیسی: utopianism) عبارت است از دلبستگی به ایجاد یا خیال‌پردازی دربارهٔ یک نظم اجتماعی آرمانی. از روزگار افلاطون تاکنون بسیاری از نویسندگان طرح جامعه‌های آرمانی ریخته‌اند و همچنین بسیاری از گروه‌های دینی و بهبودخواهان سیاسی در اروپا کوشش‌هایی برای برپا کردن جامعه‌های آرمانی کرده‌اند.
نقطهٔ مقابل و وارونهٔ این مفهوم، یک جامعهٔ پاد-آرمانی (ویران‌شهر) است.

## ریشهٔ واژه
اصل واژه utopia یونانی است و معنی آن «جایی که وجود ندارد» یا «ناکجاآباد» است. اتوپیا Utopia واژه‌ای است مرکب از OU (او) یونانی، به معنای «نفی»، و کلمهٔ TOPOS (توپوس) به معنای «مکان»؛ بنابراین utopia از نگاه لغوی به معنای «بی‌مکان» است.

## ویژگی
آرمان‌شهر نمادی از یک واقعیت آرمانی و بدون کاستی است. همچنین می‌تواند نمایانگر حقیقتی دست‌نیافتنی باشد. از افلاطون به‌عنوان نخستین فیلسوف آرمان‌گرای اندیشهً غرب نام می‌برند. در واقع آرمان‌شهر با مفهوم ایدهٔ افلاطون هماهنگی کامل دارد. این اندیشهٔ وی را می‌توان در رسالهٔ جمهوری‌اش یافت. در رسالهٔ جمهوری، افلاطون سیاست را به عرصه‌های گسترده‌تری همچون دولت و قانون اساسی بسط می‌دهد. افلاطون خطوط اصلی‌ای که برای سازماندهی یک شهر آرمانی لازم است را به تصویر می‌کشد. به همین سبب است که بسیاری او را بنیان‌گذار این اندیشه می‌دانند.

## آرمان‌شهر از نگاه فلاسفه یونانی
از نظر فلسفه یونانی روح جامعه عدل است. عدل یکی از چهار فضیلت شهر مطلوب افلاطونی است که در کنار سه فضیلت دیگر یعنی حکمت، شجاعت و خویشتن‌داری اهمیت دارد. عدالت در بین این چهار اهمیت بیشتری دارد. عدل حکم هارمونی در یک ارکستر را دارد. از نظر افلاطون شهر عادل همچون انسان عادل است و انسان عادل باید و می‌تواند بر خود حکومت کند. در چنین شهری در باطن شهر و در زوایای پنهان صلح و صفا ایجاد می‌شود و در آشکارا و در میان طبقات شهر هماهنگی.

## آرمان شهر از نگاه متفکران ایرانی

### ابونصرفارابی، دانشمند ایرانی
در متن‌های دینی و اساطیری ایران باستان و در ادبیات پارسی آنجا که به ایران باستان پرداخته شده، از جامعه آرمانی این جهانی بسیار یاد شده است. در این بررسی، آنچه ما می‌جوییم، اندیشه آرمانی است، زیرا چنین اندیشه‌ای پژواک آرزوهای نیاکان ما برای دست یابی به کمال و رستگاری بوده است.
در اوج درخشش فرهنگ اسلامی، ابونصر فارابی، حکیمی فرزانه از خاور ایران، اندیشه شهر آرمانی را در کتاب خود به نام «اندیشه‌های اهل مدینه فاضله» مطرح ساخت و جامعهٔ آرمانی بر پایه اندیشه فلسفی و در قالب مفاهیم شریعت اسلامی پی افکند. صفت «فاضله» گویای آرمان حکیم در جستجوی جامعه کمال مطلوب بود.
مدینه فاضله در اندیشه فارابی، از معموره (۱) زمین آغاز می‌شود و در کوچک‌ترین حد خود به شهر گفته می‌شود. چنین نگرشی، افزون بر اینکه از مفهوم اسلامی «دارالاسلام» سرچشمه می‌گیرد، بسی فراتر از محدوده جغرافیایی ملت‌هاست. دریافت فارابی از جامعه کامل، جامعه‌ای بزرگ است که ملت‌های بسیار را دربرگرفته و چنانچه رهبری آرمانی زمام را به دست گیرد «مدینه فاضله» در محدوده آن تحقق خواهد یافت. مدینه فاضله فارابی، جامعه‌ایست کاملاً روحانی که تصور جزئیات آن بسی دشوار است. با این که بحث وی گسترده و مفصل است، اما همه جا به کلی گویی بسنده می‌کند و به روابط ملموس سیاسی و اجتماعی نمی‌پردازد.
جامعه مدنی (اجتماع مدنی) برای نظام طبقاتی مدینه فاضله، آگاهی اجمالی به دستگاه فلسفی فارابی ضرورت دارد؛ زیرا ساختار شهر آرمانی وی پژواک ذهن و برداشت عقلانی وی از نظام کائنات است. در دستگاه فلسفی فارابی، همه کائنات از فیضان وجود نخست یا ذات پروردگار پدید آمده است و موجودهای عالم در نظامی متنازل قرار گرفته‌اند. بدین ترتیب که پس از موجود نخست که مبدأ المبادی است، سلسله مراتب موجودهای عالم به ترتیب «الانقص فالانقص» از کمال به نقصان سیر می‌کند تا به مرحله‌ای می‌رسند که گامی فروتر از آن نیستی محض است.
از این رو در شهر آرمانی فارابی، خیر افضل (سعادت آدمی و نیکی برین) تنها در اجتماع مدنی به دست می‌آید نه در اجتماعی که از آن کمتر یا ناقص باشد و انسان‌ها به حکم سرشت و برای رسیدن به کمال، نیازمند همکاری و تشکیل اجتماعند، نیازهای آدمی چنان متنوع و فراوان است که هیچ‌کس به تنهایی نمی‌تواند همه آن‌ها را برآورده سازد. این اجتماع و تقسیم کاری اجتماعی است که همه افراد را در دستیابی به خواسته‌هایشان کامیاب می‌سازد؛ بنابراین جامعه مدنی محصول تقسیم کار اجتماعی است و تنها در جامعه‌ای که انسان به کمال و سعادتی درخور آن است، دست می‌یابد. فارابی و ابن سینا و خواجه نصیرالدین طوسی به پایگاه فرد در اجتماع بر حسب سرشت و استعداد او نظر دارند و بر این باورند که اگر فرد در جامعه به کاری که طبیعت او اقتضا دارد و هر کس بر حسب سرشت و شایستگی ذاتی خویش به کاری بپردازد و سلسله مراتب اجتماعی و سیاسی بر حسب شایستگی افراد تشکیل شود مدینه فاضله در زمین تحقق پیدا می‌کند.

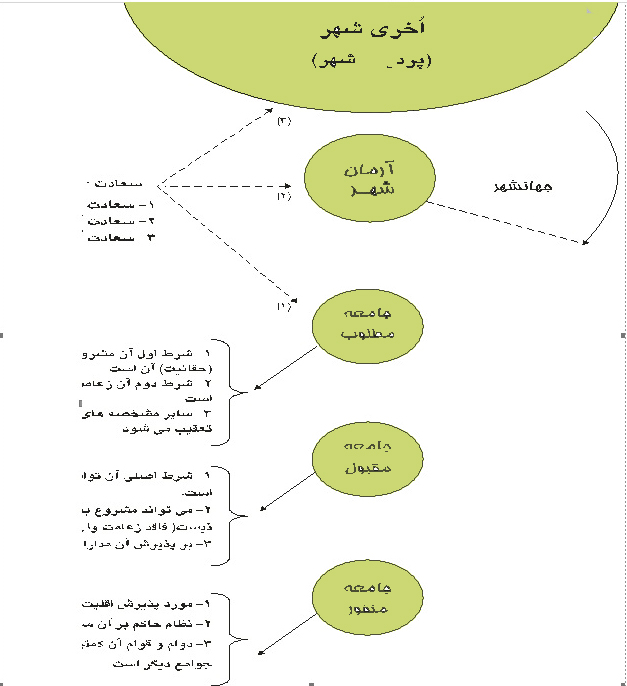
نمودارِ مراحل جامعه آرمانی

## هدف آرمان شهر
فارابی هدف و غایت شهر آرمانی را رسیدن به سعادت می‌داند سعادت، خیر مطلق است و خیر آن چیزی است که به وجهی در رسیدن انسان به خوشبختی سود افتد. سعادت مورد نظر فارابی تنها، سعادت این جهانی نیست، بلکه سعادتی است که همه زندگانی این جهانی آدمی را به وجه دلخواه تأمین کند و هم رستگاری او را در جهانی دیگر تحقق بخشد. هدف و منظور از آفرینش انسان نیز، رسیدن او به سعادت است، اما لازم است که انسان، نخست سعادت را بشناسد.

## آرمان‌شهرخواهی ومارکسیسم

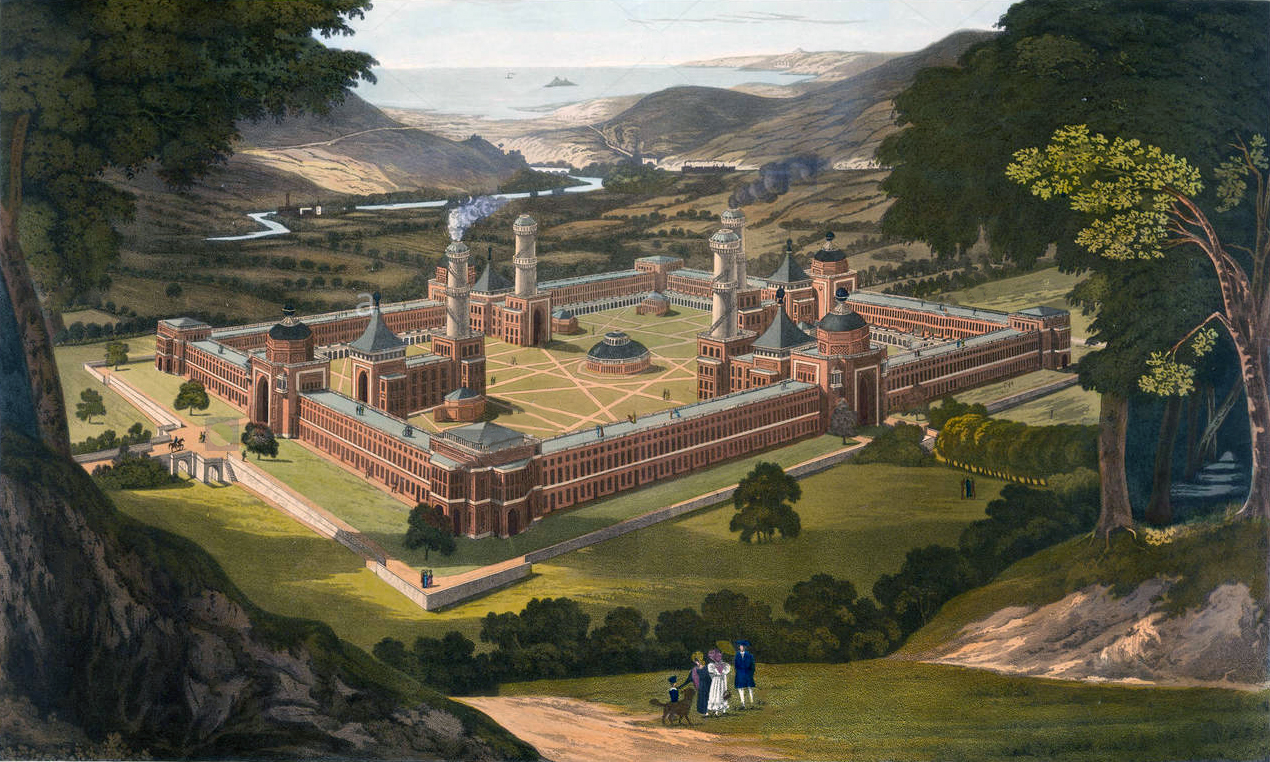
نمایی از بالا از یک اجتماع در نیو هارمونی، ایالت ایندیانا، ایالات متحده، همان‌گونه که توسط رابرت اوون پیشنهاد شده بود. اثر حکاکی از اف. بیت، لندن، ۱۸۳۸.

اصطلاح «آرمان‌شهرخواهی» (اوتوپیسم) در نوشتارهای مارکسیستی کاربرد خاصی دارد. این اصطلاح با کتاب انگلس به نام سوسیالیسم علمی و سوسیالیسم آرمان‌شهری نامدار شد. مارکسیست‌ها کسانی را که با انگیزه‌های اخلاقی و بشردوستانه سوسیالیسم را سفارش می‌کنند، خیال‌پرداز (اوتوپیک) می‌خوانند و این نوع سوسیالیسم را به نام «سوسیالیسم خرده بورژوایی» رد می‌کنند. به عقیدهٔ مارکسیست‌ها، سوسیالیسم با عمل انقلابی در جامعهٔ موجود (نه با بیرون رفتن از آن به شیوهٔ بنیانگذاران آرمان‌شهرها) و تعبیر نظام آن بر حسب قانون‌های ناگزیر تاریخ دست‌یافتنی است نه با اندرزگویی. از این رو «اوتوپیسم» در ادبیات مارکسیستی برابر با خیال‌پردازی است.

## تاریخچه
- آرمان شهر از تامس مور ۱۵۱۶
- دیر تلم در گارگانتوآ از فرانسوا رابله ۱۵۳۲
- آتلانتیس نو از فرانسیس بیکن پایان سدهٔ ۱۶ آغاز سدهٔ ۱۷
- در فاصله ۱۶۶۳–۱۸۵۸ در خاک آمریکا حدود ۱۳۸ جامعه از این‌گونه برپا شد. این جامعه‌ها که اغلب به دست مسیحیان تموم بنیان‌گذاری می‌شد، پارسایی و گاه ریاضت نیز جزء اصول‌شان بود.[۲]
- یکی از نخستین جامعه‌های غیردینی را کارخانه‌دار انگلیسی، رابرت آون، در ۱۸۲۵ در ایندیانای آمریکا بنیان گذارد. جامعه آونی تعاونی بود و نه کمونیستی و اگر چه دو ساله از هم پاشید، نخستین مهد کودک، نخستین مدرسهٔ حرفه‌ای، نخستین کتابخانهٔ رایگان و نخستین مدرسهٔ همگانی را، که جامعه از آن حمایت می‌کرد، در آمریکا به وجود آورد.[۲]
- از پیشروان اندیشهٔ آرمان‌شهرطلبی شارل فوریه(۱۷۷۲–۱۸۳۷) نویسنده و بهبودخواه اجتماعی فرانسوی است که اندیشه‌هایش در مورد نقشه آرمانشهرها در آمریکا اثر نهاد. در فاصله ۱۸۴۱تا ۱۸۵۹ حدود ۲۸ آرمانشهر، چنان‌که فوریه پیشنهاد کرده بود، در ایالات متحد آمریکا بنیان گذارده شد و همچنین فرانسوی دیگری به نام اتین کابه چندین جامعه در تکزاس، ایلینوی و میسوری برپا کرد که سرانجامی نداشت.[۲]
- اواخر سدهٔ نوزدهم، یهودیانی که از اروپا به فلسطین می‌کوچیدند به دلایل اقتصادی، آرمانی، دینی، و همچنین اجتماعی، در زمین‌های ناآباد کشاورزی ساکن می‌شدند. اعضای این جامعه‌ها اغلب ایدئولوژی مشترکی داشتند مانند سوسیالیسم آرمانشهری (اتوپیک)، اخلاق بشردوستانه، یا سخت ایمانی یهودی. این کشتگاه‌ها کیبوتزیم نامیده می‌شوند. اعضای آن‌ها بدون دریافت مزد کار می‌کنند و جامعه نیازمندی‌هاشیان را فراهم می‌کند. در این واحدها، غذاخوری و آشپزخانهٔ مرکزی، مهد کودک اجتماعی، و اغلب کودک‌سراهایی وجود دارد که کودکان در آن‌ها جدا از پدر و مادرشان زندگی می‌کنند.[۲]
- هیپی‌ها در دهه‌های ۱۹۶۰ و ۷۰: هیپی‌ها گرایش به زندگی اشتراکی را زنده کردند. هیپی‌ها با رویگرداندن از زندگی سودپرستانهٔ بورژوایی و با زندگی در گروه‌های خانوادگی می‌خواستند به رشد معنوی و روحی برسند. دامنه جامعه‌های اشتراکی آنها، که گویا از گوشه‌های پرت کالیفرنیا ریشه گرفته بود به دیگر جاها نیز کشیده شد.[۲]